# Pieve di San Martino (Perledo)
La Pieve di San Martino di Perledo (sec XIV - 1971) è il nome di un'antica pieve ecclesiastica dell'arcidiocesi di Milano. In latino "Perleidi plebis Montis Varene". Il patrono era san Martino di Tours, al quale è ancora oggi dedicata la chiesa prepositurale di Perledo.

## Storia
Dal manoscritto conservato presso la Biblioteca Capitolina di Milano, Liber Notitiae Sanctorum Mediolani, disponibile in consultazione presso la biblioteca civica centrale di Monza in una versione moderna, emerge che nel XIII secolo la chiesa di san Martino di Perledo (in latino plebis uarena, loco perre), non costituiva una pieve a sé, ma era sottoposto a Varenna (pag. 247), stessa sorte per la chiesa di Gittana, menzionata come chiesa dedicata a santa Maria (Pag. 256).
Dalle relazioni delle visite pastorali della diocesi di Milano, appare evidente che le parrocchie incluse nella pieve di Perledo variarono nel tempo ed è possibile ricostruire, entro certi limiti, come si evolse l'autorità ecclesiastica della pieve.
Nel 1398 Varenna, prima capopieve dedicata a San Giorgio, venne sottoposta alla pieve di Perledo (e ridotta a semplice rettoria, poi vicariato nel Cinquecento), conservando tuttavia autonomia come pieve laica, pieve di Varenna.  
Nel XV secolo furono sottoposte alla Pieve di San Martino anche le parrocchie di Esino Inferiore ed Esino Superiore.
Nel 1858 Cesare Cantù accenna alla Pieve di San Martino di Perledo affermando che era a capo di 1900 persone, quindi di dimensioni piccolissime.

## Territorio
Sebbene il territorio di Perledo, venisse amministrato dalla Pieve civile di Valsassina, con il termine "pieve di Perledo", ci si riferisce anche alla denominazione di amministrazione territoriale del Ducato di Milano nel periodo (sec XVIII - 1757), dove Perledo fu anche pieve civile.